# Надим, Каирин
Каирин Надим бин Рахим (англ. Khairin Nadim bin Rahim; родился 4 мая 2004) — сингапурский футболист, нападающий клуба «Лайон Сити Сейлорс».

## Клубная карьера
1 марта 2020 года дебютировал в основном составе сингапурского клуба «Янг Лайонс» в матче против «Хоуган Юнайтед», став самым молодым игроком в истории Сингапурской премьер-лиги в возрасте 15 лет и 298 дней. 17 ноября 2020 года забил свой первый гол за клуб в матче против «Тампинс Роверс»

## Карьера в сборной
В сентябре 2019 года сыграл два матча за сборную Сингапура до 16 лет в матче отборочного турнира к чемпионату Азии до 16 лет — против сборных Гонконга и КНДР. В обоих матчах отметился забитыми мячами.